# Schloss Höhnscheid
Koordinaten: 51° 16′ 51″ N, 9° 6′ 38″ O

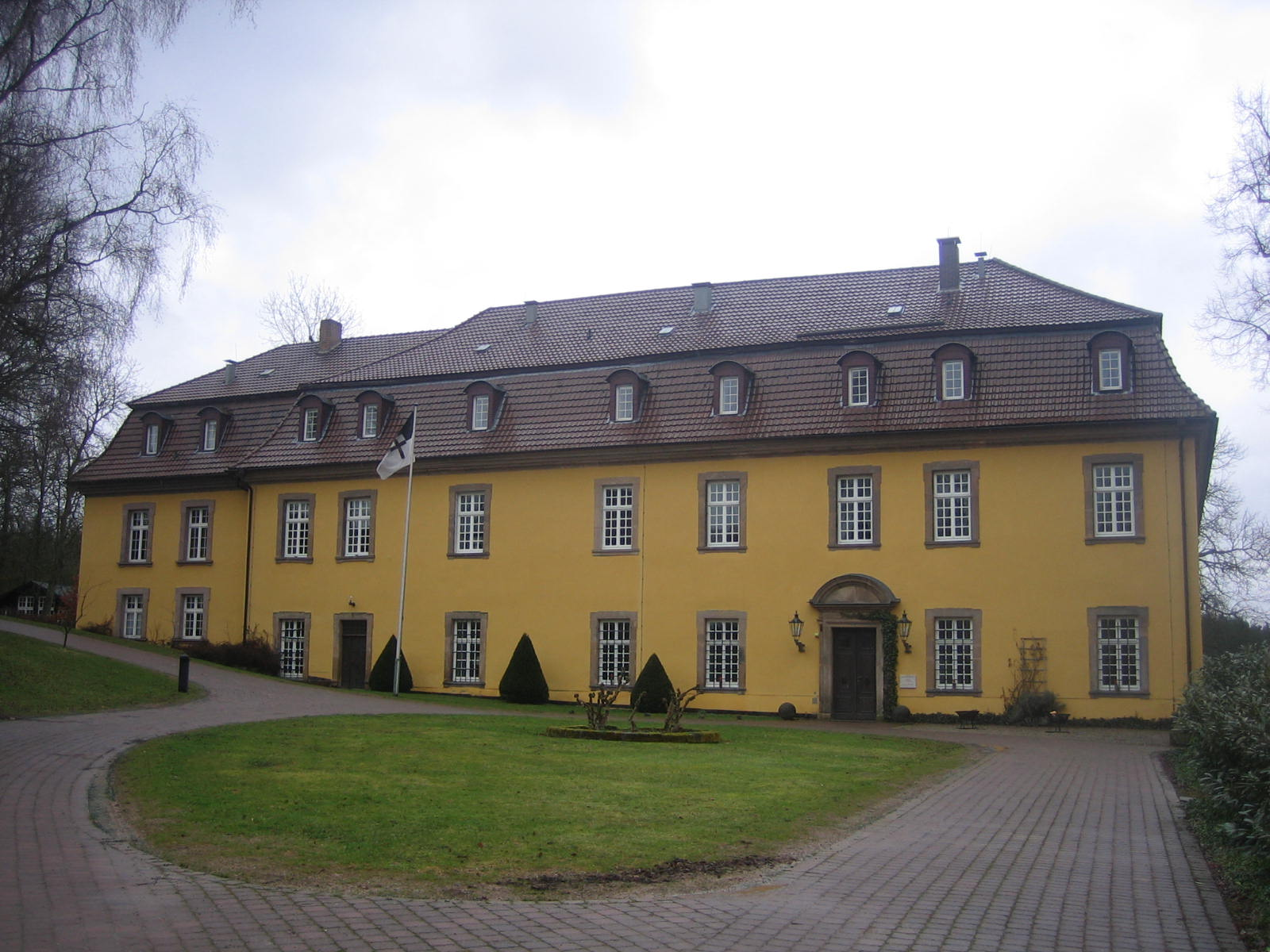
Schloss Höhnscheid

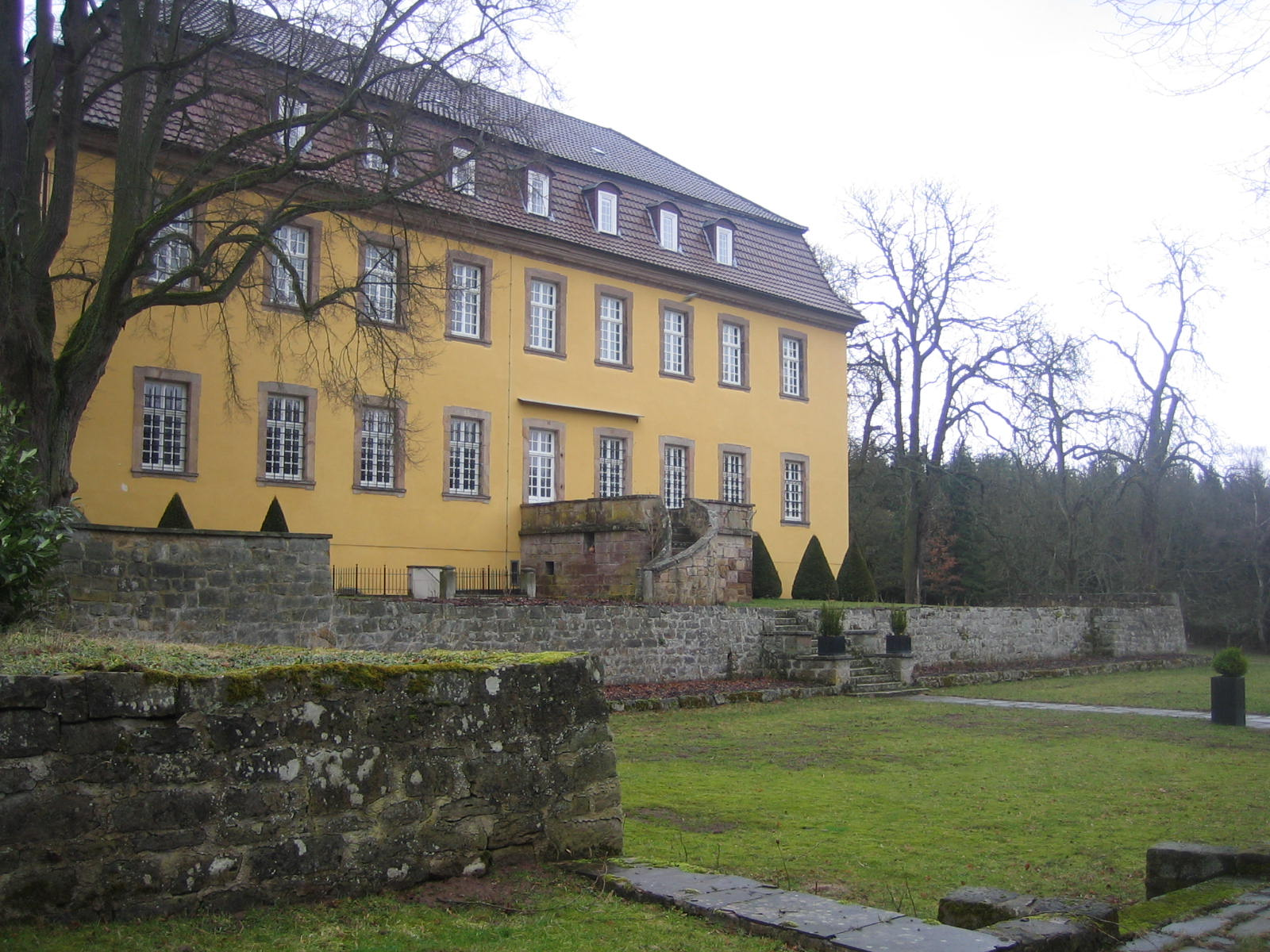
Gartenfront

Schloss Höhnscheid, auch Hönscheid, ist ein barockes Schloss nahe Wolfhagen und Bad Arolsen in Nordhessen. Es wurde auf der Grundlage eines während der Reformation aufgehobenen Klosters geschaffen.

## Lage
Schloss Höhnscheid liegt in der Gemarkung von Bühle, einem dörflichen Stadtteil von Bad Arolsen, auf 360 m über NHN unmittelbar nördlich der B 251 (Brilon-Kassel) zwischen Freienhagen (Stadtteil von Waldeck) und Ippinghausen (Stadtteil von Wolfhagen). Etwa 3 km ostsüdöstlich, bei Ippinghausen, erhebt sich der Weidelsberg (492,3 m über NHN) mit der Weidelsburg. Unmittelbar südlich des Schlosses liegt ein vom vorbeifließenden Georgengraben gespeister großer Teich. Die Wirtschaftsgebäude des einstigen Guts liegen nordwestlich des Schlosses; nach Osten und Norden schließt sich ein baumbestandener Park an. Etwa 700 m weiter nördlich im Wald befindet sich ein Erbbegräbnis.

## Geschichte
Schon 1208 wurden von den Brüdern Volkwin IV. von Schwalenberg und Adolf I. von Waldeck die ersten Klosterbauten in Höhnscheid errichtet. 1230 wurde dieses Kloster erstmals urkundlich als Schenkung an das Kloster Corvey erwähnt. Ein dem Kloster Aroldessen unterstelltes Augustinerinnenkloster wurde 1235 gegründet. Graf Otto IV. von Waldeck zu Landau vertrieb 1468 die Nonnen wegen ihres angeblichen Sitten- und Moralverfalls und übergab das Kloster noch im selben Jahr den Chorherren des Kreuzherrenordens.
1527 wurde das Kloster im Zuge der Reformation von Graf Philipp IV. von Waldeck aufgelöst, saniert und dann als gräfliches Meiergut genutzt. Der Versuch einer nochmaligen Nutzung als Kloster im Jahr 1630 scheiterte.
1720 verkaufte Fürst Friedrich Anton Ulrich, der für den Bau seines neuen Residenzschlosses in Arolsen erhebliche Geldsummen benötigte, das Anwesen an den Obersten Johann Wilhelm von Leliwa. Dieser beauftragte den herrschaftlichen Baumeister Julius Ludwig Rothweil mit dem Um- und Ausbau. Der Architekt gab in den Jahren 1720 bis 1730 dem Gebäudekomplex mit dem zweiflügeligen, schlossartigen Herrenhaus seine heutige barocke Gestalt. 1811 wurde das Schloss von der Familie von Leliwa an den Rittmeister Friedrich Schenck zu Schweinsberg veräußert. 1871 erwarb der Freiherr Wilhelm von Gaertner-Griebenow Schloss und Gut. Er hatte 1846 Dorothea Wilhelmine, die Tochter des Christian Wilhelm Griebenow und Besitzer der Standesherrschaft Leuthen geheiratet, die 1852 von ihrem Vater das Rittergut Leibchel geschenkt bekam. Am 10. November 1858 erhielt er die Genehmigung zur Führung des Namens von Gärtner-Griebenow. Schloss und Gut blieben bis 1919 im Eigentum der Familie. Durch einen Vergleich ging Schloss Höhnscheid schließlich an den Kreis der Twiste. 1960 kaufte die Waldeckische Domanialverwaltung das gesamte Anwesen. Seit Ende 2017 ist der Verband der Baltischen Ritterschaften Eigentümer des Schlosses und des Parks.

## Tagungshotel
Nach einem Umbau und einer grundlegenden Sanierung wird Schloss Höhnscheid seit 1996 als Tagungs- und Klausur-Hotel sowie als Zentrum des Verbands der Baltischen Ritterschaften genutzt.